# Warburgia
Warburgia is een geslacht uit de familie Canellaceae. De soorten komen voor in de oostelijke en zuidelijke delen van Afrika, van Ethiopië tot in Zuid-Afrika.

## Soorten
- Warburgia elongata Verdc.
- Warburgia salutaris (Bertol.f.) Chiov.
- Warburgia stuhlmannii Engl.
- Warburgia ugandensis Sprague

Canella · 
Cinnamodendron · 
Cinnamosma · 
Pleodendron · 
Warburgia